# 霍邱戰鬥
霍邱戰鬥發生於1932年6月25日－7月12日，地點在中國皖西一帶，是第一次国共内战主要戰鬥之一，交戰一方為中華民國國民革命軍，另一方則為中國共產黨所領導之中國工農紅軍。